# Torymus fagopirum
Torymus fagopirum is een vliesvleugelig insect uit de familie Torymidae. De wetenschappelijke naam is voor het eerst geldig gepubliceerd in 1881 door Provancher.